# Giro d'Itàlia de 1922
El Giro d'Itàlia de 1922 fou la desena edició del Giro d'Itàlia i es disputà entre 24 de maig i l'11 de juny de 1922, amb un recorregut de 3.095 km distribuïts en 10 etapes. 75 ciclistes hi van prendre part, tots italians, acabant-la sols 15 d'ells. L'inici i final de la cursa fou a Milà.
La cursa va estar marca per la retirada dels dos equips principals, el Maino i la Bianchi, de Costante Girardengo i Gaetano Belloni, que posà en safata de plata la segona victòria final de Giovanni Brunero. La retirada fou una resposta a la no expulsió de Brunero de la cursa, tal com havia decidit en un primer moment la Unione Velocipedista Italiana, per un canvi de roda irregular en la primera etapa. En espera de la sanció definitiva se li permeté la sortida a les posteriors etapes, fins que finalment fou sancionat amb 25' de retard.
Brunero, agafà el lideratge en acabar la setena etapa, desplaçant el fins aleshores líder Bartolomeo Aymo. El tercer classificat fou Giuseppe Enrici.

## Classificació general
| Classificació General                 | Classificació General    | Classificació General | Classificació General |
| Pos.                                  | Ciclista                 | Temps                 |                       |
| ------------------------------------- | ------------------------ | --------------------- | --------------------- |
| 1                                     | Giovanni Brunero (ITA)   | 119h 43' 00"          |                       |
| 2                                     | Bartolomeo Aymo (ITA)    | + 12' 29"             |                       |
| 3                                     | Giuseppe Enrici (ITA)    | + 1h 35' 33"          |                       |
| 4                                     | Alfredo Sivocci (ITA)    | + 1h 52' 13"          |                       |
| 5                                     | Domenico Schierano (ITA) | + 4h 17' 42"          |                       |
| 6                                     | Pietro Aymo (ITA)        | + 5h 28' 58"          |                       |
| 7                                     | Paride Ferrari (ITA)     | + 6h 14' 55"          |                       |
| 8                                     | Nicola di Biase (ITA)    | + 8h 39' 36"          |                       |
| 9                                     | Romolo Lazzaretti (ITA)  | + 10h 28' 45"         |                       |
| 10                                    | Dino Bertolino (ITA)     | + 10h 59' 00"         |                       |
| 75 participants, 15 acabaren la cursa |                          |                       |                       |

## Etapes
| Etapa | Recorregut                          | Km  | Vencedor d'etapa          | Líder de la general    |
| ----- | ----------------------------------- | --- | ------------------------- | ---------------------- |
| 1a    | Milà – Pàdua                        | 326 | Gaetano Belloni (ITA)     | Gaetano Belloni (ITA)  |
| 2a    | Pàdua – Portorose                   | 268 | Costante Girardengo (ITA) | Gaetano Belloni (ITA)  |
| 3a    | Portorose - Bolonya                 | 375 | Gaetano Belloni (ITA)     | Gaetano Belloni (ITA)  |
| 4a    | Bolonya - Pescara                   | 367 | Alfredo Sivocci (ITA)     | Bartolomeo Aymo (ITA)  |
| 5a    | Pescara - Nàpols                    | 267 | Bartolomeo Aymo (ITA)     | Bartolomeo Aymo (ITA)  |
| 6a    | Nàpols - Roma                       | 254 | Pietro Linari (ITA)       | Bartolomeo Aymo (ITA)  |
| 7a    | Roma - Florència                    | 319 | Giovanni Brunero (ITA)    | Giovanni Brunero (ITA) |
| 8a    | Florència - Santa Margherita Ligure | 292 | Luigi Annoni (ITA)        | Giovanni Brunero (ITA) |
| 9a    | Gènova - Torí                       | 277 | Bartolomeo Aymo (ITA)     | Giovanni Brunero (ITA) |
| 10a   | Torí - Milà                         | 349 | Giovanni Brunero (ITA)    | Giovanni Brunero (ITA) |